# Harpandrya recussa
Harpandrya recussa är en fjärilsart som beskrevs av Sergius G. Kiriakoff 1966. Harpandrya recussa ingår i släktet Harpandrya och familjen tandspinnare. Inga underarter finns listade i Catalogue of Life.